# Kelly Slater
Robert Kelly Slater (Cocoa Beach, 11 de febrero de 1972) es un surfista profesional estadounidense de origen sirio e irlandés, ganador once veces del campeonato del mundo. Es conocido también por sus sobrenombres Slater o Slats.
Slater tiene el récord de haber ganado en once ocasiones el título de Campeón del Mundo de la ASP, incluyendo cinco consecutivas desde 1994 hasta 1998. Es el más joven (20 años) y el más veterano (39) en alzarse con un campeonato mundial de surf. Tras ganar su quinto título en 1997, Slater pasó a la leyenda australiana Mark Richards como el surfista con más campeonatos del mundo en la historia del surf. En 2007, también alcanzó el mayor número de victorias de la historia del deporte tras ganar el Boost Mobile Pro en Trestles, California. El anterior récord lo poseía el héroe de Slater en la infancia, el tres veces campeón Tom Curren. Además de competir en el ASP World Tour, Slater ha participado en los X-Games de 2003 y 2004. El 3 de octubre de 2008, Slater ganó su noveno título mundial en el País Vasco, en el Billabong Pro Mundaka, Vizcaya, al ganar al surfista local Eneko Acero en la tercera ronda, lo que le valía matemáticamente para alzarse con el Campeonato. El 7 de noviembre de 2010 se hizo con el décimo título mundial al pasar a semifinales (lo que le otorgó matemáticamente el título) imponiéndose al brasileño Adriano de Souza en el Rip Curl Pro Search de Puerto Rico. Su undécimo título mundial lo conseguiría en el Rip Curl Pro Search San Francisco, en Ocean Beach (San Francisco), en 2011, un logro histórico sin precedentes que le convierte, a sus 39 años y tras dos décadas de una carrera repleta de éxitos, no solo en el más joven, sino también en el más veterano en lograr la preciada corona mundial ASP.
Desde 1990, Slater ha sido la imagen del gigante del surf Quiksilver.

## Otros proyectos
Slater actuó en ocho episodios de la famosa serie de televisión Baywatch, a principios de los 90. También apareció en un episodio del reality The Girls Next Door, y su imagen aparece en muchas películas de surf a lo largo de toda su carrera profesional.
A finales de los 90, Slater, junto con algunos amigos y su compañero Rob Machado y Peter King, formaron una banda llamada The Surfers. En 1998 el trío lanzó su primer álbum titulado Songs from Pipe, haciendo referencia a la famosa ola de Pipeline en Ouahu (Hawái). Aparte de su amor por el surf, Kelly hizo un tour por Australia con su banda, actuando en locales como la Opera House y Parliament House. También fue nombrado miembro honorífico por el Rickson Cricket Club en el noroeste de Sídney.
Slater tocó una canción con Ben Harper durante un concierto de éste en Santa Bárbara (California), el 1 de agosto de 2006. También actuó en Rockin' in the Free World con la banda Pearl Jam, el 7 de julio de 2006 en San Diego. En 1999, apareció junto al cantante Shirley Manson en el vídeo promocional para el sencillo "You Look So Fine". En el vídeo aparece Kelly arrastrado por el mar, y después es rescatado por Manson. En 2002, fue lanzado un videojuego llamado Kelly Slater's Pro Surfer, creado por Treyarch y publicado por Activision. Además, Slater aparece como un personaje a elegir para jugar en el Tony Hawk's Pro Skater 3. 
En 2003, Slater lanzó su autobiografía, Pipe Dreams: A Surfer's Journey. En 2008, lanzó su segundo libro con Phil Jarratt, titulado Kelly Slater: For the Love. Además del Tour de la ASP, Slater también compitió en los X-Games de 2003 y 2004.
Slater se ha convertido en el fundador y portavoz para la prevención y asociación contra el suicidio. También ha surfeado en muchos eventos “Surfers Against Suicide” contando su experiencia en la página web de deportes “Athletes Talk”: "He perdido a un par de amigos debido al suicidio y es una cosa horrible que se puede prevenir. La gente entra en ese sitio oscuro y no saben lo que hacer. Por lo que una organización sin ánimo de lucro que trata de ayudar a esta gente es una buena idea."
Slater está centrado en cuidar los océanos y proteger los arrecifes en California a través de su relación con Reef Check. El 8 de mayo de 2010, la Cámara de Representantes de los Estados Unidos nombró a Slater representante por su extraordinaria carrera sin precedentes en el mundo del surf y por ser un gran embajador de este deporte, así como un fantástico ejemplo a seguir. Slater también está en la Mesa de Consejeros de “The Ocean conservation Organization Sea Shepherd Conservation Society”.

## Carrera profesional

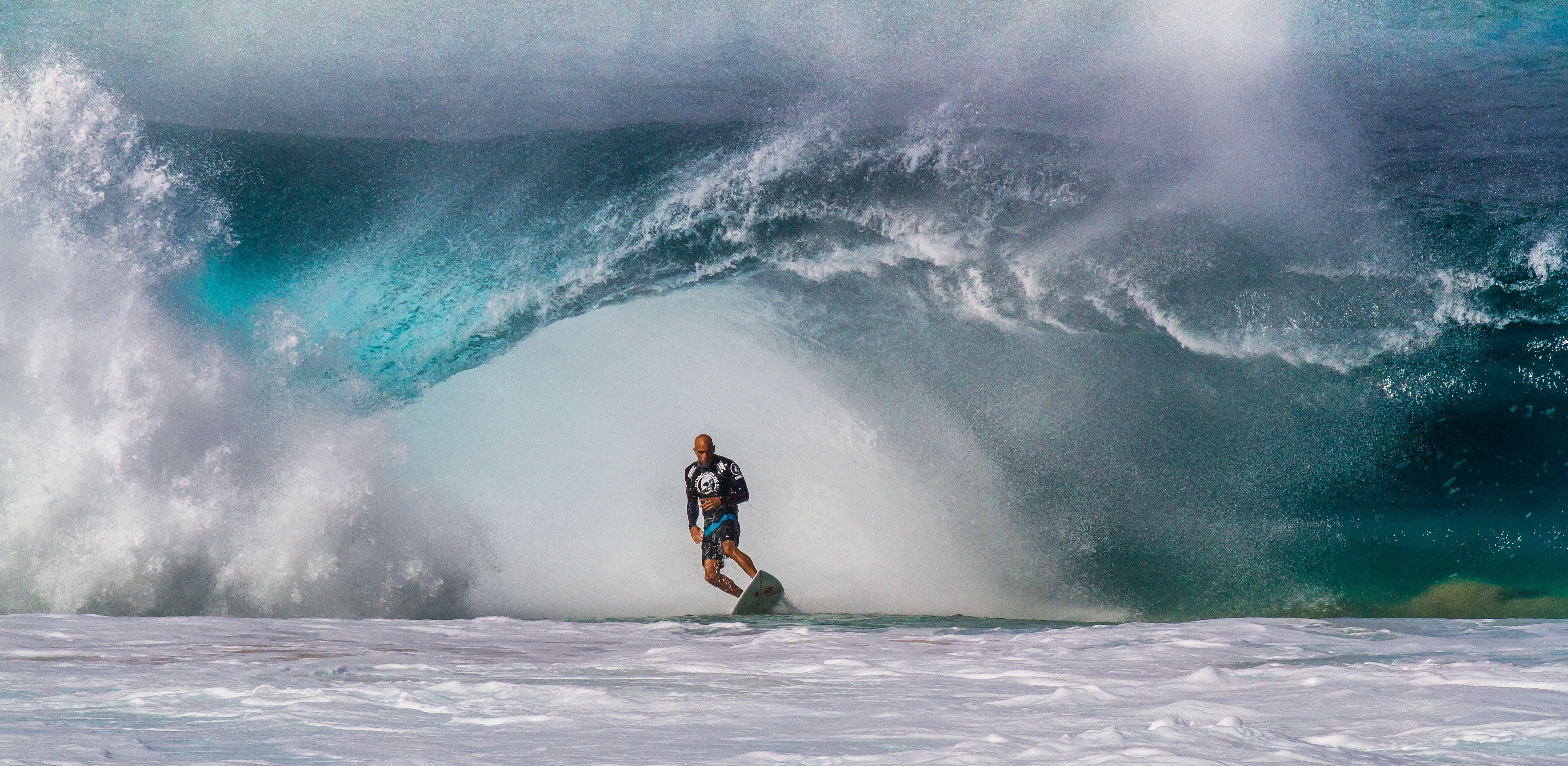
En Banzai Pipeline, el 2014 en Hawái.

Nadie ha dominado nunca el surf como Kelly Slater, sin embargo la llegada del nuevo milenio produjo la entrada a la escena del surf de otro competidor como Andy Irons, quien reconoció que el surf había evolucionado gracias al mismo Kelly Slater, su mediática imagen lo hizo similar a Slater, un coloso del mundo deportivo y que ha creado una rivalidad apasionante para todos aquellos que le gusta el surf, hasta el fallecimiento de Andy Irons el 2 de noviembre de 2010.
El once veces campeón del mundo, para muchos, es el héroe de los surfistas de todo el mundo, no solo por sus éxitos deportivos consiguiendo récords como rookie y como leyenda, sino, por su carácter, amabilidad y modestia, algo que cabe destacar de él en opinión de los que lo conocen. Aun cuando era un joven amateur, resultaba patente que era un competidor nato e incansable. Ganó seis títulos de la Eastern Surfing Association (Asociación del Surf del Este) y cuatro títulos nacionales antes de formar parte del surf profesional. A los 20 años, en su primer año en el circuito, se convirtió en el surfista más joven de la historia en ganar un título mundial, lo que confirmó los resultados que le venían avalando.
Slater causó una revolución sin precedentes en el deporte cambiando la forma de ver el surf profesional. Alternando periodos competitivos con periodos de surf libre, Slater enseñó al mundo nuevas maniobras y nuevas olas como se puede apreciar en vídeos como Quiksilver's Kelly Slater in Black and White, Surfers of Fortune y la serie Taylor Steele's Momentum. A su vez, se convirtió en un ídolo de masas, apoyado también en sus apariciones mediáticas en la serie de televisión Los vigilantes de la playa (Baywatch) y en su noviazgo con Pamela Anderson y otras como la modelo brasileña Gisele Bündchen y la israelí Bar Refaeli; y la actriz de Los ángeles de Charlie, Cameron Díaz. Además del videojuego de Activision que lleva su nombre, Kelly Slater's Pro Surfer. En 1998 Kelly (vocal) se juntó con Rob Machado (vocal, guitarra, piano y mandolina) y Peter King (guitarra, vocal y órgano), para forma un grupo de música denominado The Surfers con un primer CD, Songs From The Pipe. Este CD tiene un estilo mayoritariamente country pero en alguna canciones se puede percibir un toque de rock o música surf.
Se le compara con Michael Jordan por su vinculación a distintas marcas, la más importante es la gigante del surf, skate y snowboard Quiksilver, Boost Mobile, Channel Islands y Komunity Project. La revolución que causó su aparición en su deporte fue absoluta, su carácter mediático aplastante y la dominación de una disciplina durante más de una década a pesar de semi retirarse.
Tiene el récord en el surf profesional de campeón del mundo más joven en 1992 y en campeón del mundo con más edad en el 2010, atesorando un total de 51 victorias en los circuitos profesionales desde su debut.
Ganó su noveno título mundial en 2008 en el Billabong Pro Mundaka, en el País Vasco (España), consagrándose aún más como el mejor surfista de la historia.
El 6 de noviembre de 2010, Slater conquistó en Puerto Rico su décimo campeonato mundial de surf. Slater logró el campeonato automáticamente al clasificarse para semifinales de la prueba caribeña y tras no hacerlo su rival en el título, el sudafricano Jordy Smith, pese a que aún quedaba por disputarse una última prueba, el Billabong Pipe Masters. En la celebración, Slater dedicó unas palabras a Andy Irons, recientemente fallecido por contraer dengue en esa misma prueba.
El 7 de febrero de 2011, recibió el Premio Laureus como Mejor deportista extremo internacional del año.
El 6 de noviembre de 2011 Kelly Slater se coronaba una vez más como campeón del mundo, en San Francisco.

## Victorias
- Títulos de campeón del mundo:11

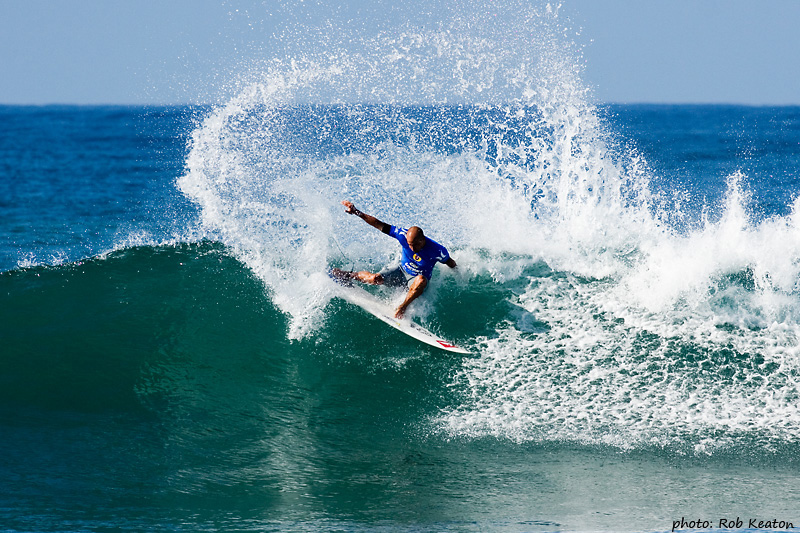
Slater en Trestles.

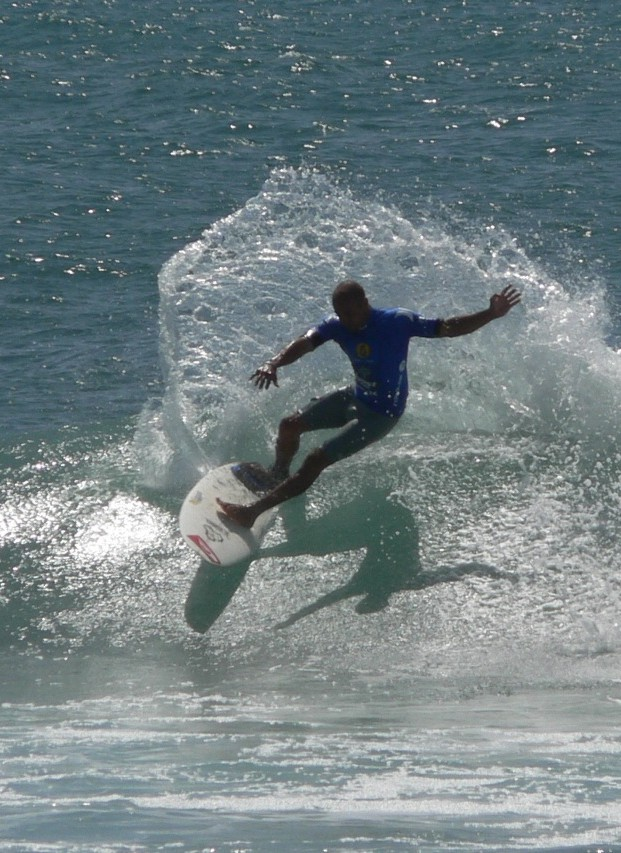
Slater at Trestles, San Clemente State Beach, California

- World championship tour (WCT) surfing victorias: 54

A continuación, el desglose, de sus victorias en los eventos de cada año:
Estadísticas y resultados del 2013
Puesto en el Tour: Segundo
Puntos: 54,150
Resultados en los eventos del 2013
- QuiksilverPro - Gold Coast, Australia: Primero
- Rip Curl Pro- Bells Beach, Victoria, Australia: Decimotercero
- Volcom Fiji Pro - Tavarua/Namotu, Fiji: Primero
- Oakley Pro Bali - Keramas, Bali, Indonesia: Noveno
- Billabong Pro Teahupoo - Teahupoo, Taiarapu, Polinesia francesa: Segundo
- Billabong Pipeline Masters -Pipeline,  Oahu, Hawái: Primero

Estadísticas y Resultados del 2012
- Quiksilver Pro France - Francia
- Hurley Pro Trestles - EUA
- Volcom Fiji Pro - Fiyi

Estadísticas y Resultados del 2011
- Hurley Pro Trestles - EUA
- Billabong Pro Teahupoo - Tahití
- Quiksilver Pro Gold Coast - Australia

Estadísticas y Resultados del 2010
- Rip Curl Pro Search 2010 - Puerto Rico
- Rip Curl Pro Portugal - Peniche, Portugal
- Hurley Pro Trestles - EUA
- Rip Curl Pro Bells Beach - Australia

Estadísticas y Resultados del 2009
- Hang Loose Santa Catarina Pro, Santa Catarina, Brasil

Estadísticas y Resultados del 2008
- Billabong Pipe Masters, Pipeline, Oahu - Hawái
- Boost Mobile Pro, Trestles, California
- Billabong Pro Jbay, Jeffreys Bay - Sudáfrica
- Globe WCT Fiji Tavarua/Namotu - Fiyi
- Rip Curl Pro Bells Beach - Australia
- Quiksilver Pro Gold Coast - Australia

Estadísticas y Resultados del 2007
- Boost Mobile Pro, Trestles, California - Estados Unidos

Estadísticas y Resultados del 2006
- Quiksilver Pro Gold Coast - Australia
- Rip Curl Pro Bells Beach - Australia

Estadísticas y Resultados del 2005
- Billabong Pro Teahupoo, Taiarapu - Tahití
- Globe WCT Fiji Tavarua/Namotu - Fiyi
- Billabong Pro Jbay, Jeffreys Bay - Sudáfrica
- Boost Mobile Pro, Trestles, California - Estados Unidos

Estadísticas y Resultados del 2003
- Santa Catarina Pro Florianopolis - Brasil
- Billabong Pro Mundaka, País Vasco - España
- Billabong Pro Jbay, Jeffreys Bay - Sudáfrica
- Billabong Pro Teahupoo, Taiarapu - Tahití

Estadísticas y Resultados del 2000
- Gotcha Pro Tahiti pres by Globe, Teahupoo, Taiarapu - Tahití

Estadísticas y Resultados del 1999
- Mountain Dew PipeMasters, Pipeline Beach, Oahu - Hawái

Estadísticas y Resultados del 1998
- Billabong Pro Kirra, Gold Coast - Australia

Estadísticas y Resultados del 1997
- Rio Surf Pro, Barra Beach - Brasil
- Marui Pro Torami Beach, Chiba - Japón
- Tokushima Pro Tokushima - Japón
- Billabong Pro Kirra, Gold Coast - Australia
- Coke Classic, Mobile, NSW - Australia

Estadísticas y Resultados del 1996
- Chiemsee Pipe Masters, Pipeline, Oahu - Hawái
- Quiksilver Surf Masters, Biarritz - Francia
- Rip Curl Pro, Gravier, Hossegor - Francia
- US Open, Huntington Beach, California - Estados Unidos
- CSI/Billabong Pro, Jeffrey’s Bay - Sudáfrica
- Rip Curl Pro, St. Leu - Islas Reunión
- Coke Classic, Mobile, NSW - Australia

Estadísticas y Resultados del 1995
- Chiemsee Pipe Masters, Pipeline, Oahu - Hawái
- Quiksilver Pro, East Java - Bali

Estadísticas y Resultados del 1994
- Chiemsee Pipe Masters, Pipeline - Hawái
- Gotcha Lacanau Pro, Lacanau Beach - Francia
- Rip Curl Pro, Bell’s Beach, Victoria - Australia

Estadísticas y Resultados del 1993
- Marui Pro, Herbara Beach, Chiba - Japón

Estadísticas y Resultados del 1992
- Marui Masters, Pipeline, Oahu
- Rip Curl Pro Landes, Hossegor - Francia

Victorias fuera del ASP World Tour (sólo los últimos 2 años)
2004
- Snickers Australian Open, Maroubra, Sídney - Australia (ASP WQS)
- Energy Australia Open, Newcastle - Australia (ASP WQS)

2011
- Nike Pro US Open, Huntington Beach - California - EUA (ASP WQS)

## Logros
- Es el surfista más joven (20 años) y el más veterano (39) en alzarse con un campeonato mundial de surf.[4]
- Es el surfista con más victorias en la historia del ASP World Tour, con 51.[4]
- Ha ganado en todas las localidades permanentes por las que pasa el WCT.[4]
- El surfista que más veces ha ganado el prestigioso pipeline masters: 6.[4]
- El primero de dos campeones del mundo que han ganado el Eddie Aikau de Waimea, John John Florence es el segundo.[4]
- Ha recuperado el título mundial en 4 ocasiones distintas: 1994, 2005, 2008 y 2010.[4]
- Mayor número de títulos mundiales consecutivos:5 (de 1994 a 1998).[4]
- Surfista más dominante del siglo XX.[4]
- Surfista más dominante del siglo XXI.[4]
- Primer surfista en acumular más de 3000000$ en premios.[4]
- Primer surfista en recibir el [MARCA] Leyenda.

## Razones de su éxito
En sus inicios, a principios de los 90', era el líder indiscutible de la llamada generación del "New School", de la que formaban parte, entre otros, Rob Machado, Shane Dorian, y Taylor Knox, siendo el tercero el único que todavía le acompaña en el WCT. Como mejor surfista, obviamente tenía más probabilidades de alzarse con el título mundial, pero muchos otros surfistas muy talentosos, han perdido la ambición al llegar a la cima, y sólo han ganado un título. Slater pareció sentir lo mismo, ya que al año siguiente de conseguir su primer título no lo revalidó. Sin embargo, recuperó las ganas de ganar y en 1994 volvió a ser campeón del mundo, y las mantuvo durante 5 años, en los que dominó el circuito profesional. Esta capacidad de motivación le ha permitido convertirse en campeón del mundo hasta en 11 ocasiones.
No todo es surf y ambición, y la más importante razón de su éxito es su gran habilidad como competidor. Está empezando a ser considerado como el más grande atleta de todos los tiempos, por ser tan consistente en un deporte en el que es tan difícil competir como en el surf, y que depende tanto de la suerte y la naturaleza. Es capaz de surfear a su máximo nivel en competición, y no se da por vencido en ninguna situación. Desde 2005 está llevando su surfing de competición a otro nivel, ya que sólo quiere divertirse.

## Contribución al surfing
Logró nuevas maniobras llevando al surf a nuevos niveles. En su generación fue uno de los surfistas a la vanguardia de la técnica y la innovación en los aéreos, pero lo más importante es que los introdujo, al igual que los reverse y los tailslide, con éxito en competición, por lo que abrió las puertas a una nueva era en la que lo que prima en el WCT es ser espectacular, además de funcional.
Además su implicación con el surf es tal, que ha sido uno de los artífices e impulsores del cambio (y modernización) en el sistema de puntuación y de competición ASP realizado en el año 2010. Dándole mucha más valoración e importancia a las maniobras aéreas, equiparándolas con aquellas maniobras realizadas en la pared. 
Además, promocionó en gran medida el surf al aparecer en la serie de televisión, Baywatch.